# Irina Agałakowa
Irina Arkadjewna Agałakowa (ros. Ирина Аркадьевна Агалакова; ur. 12 marca 1965 w Kirowie) – radziecka biathlonistka. W Pucharze Świata zadebiutowała w sezonie 1990/1991. W indywidualnych zawodach tego cyklu dwa razy stanęła na podium: 13 grudnia 1990 roku w Les Saisies była trzecia w biegu indywidualnym, a 26 stycznia 1991 roku w Anterselvie była trzecia w sprincie. W pierwszych zawodach wyprzedziły ją dwie rodaczki: Jelena Gołowina i Swietłana Dawydowa, a w drugich Norweżki: Anne Elvebakk i Grete Ingeborg Nykkelmo. W klasyfikacji generalnej zajęła ostatecznie dziewiąte miejsce. W 1991 roku wystąpiła na mistrzostwach świata w Lahti, gdzie zajęła 20. miejsce w sprincie. Nigdy nie wystartowała na igrzyskach olimpijskich.

## Osiągnięcia

### Mistrzostwa świata
| Rok  | Miejscowość | Konkurencje | Konkurencje | Konkurencje | Konkurencje | Konkurencje | Konkurencje | Konkurencje |
| Rok  | Miejscowość | IN          | SP          | PU          | MS          | RL          | MR          | SR          |
| ---- | ----------- | ----------- | ----------- | ----------- | ----------- | ----------- | ----------- | ----------- |
| 1991 | Lahti       | –           | 20.         | nd.         | nd.         | –           | nd.         | –           |

### Puchar Świata

#### Miejsca w klasyfikacji generalnej
| Sezon     | Miejsce |
| --------- | ------- |
| 1990/1991 | 9.      |
| 1991/1992 | 41.     |
| 1992/1993 | 48.     |
| 1994/1995 | 39.     |
| 1995/1996 | -       |

#### Miejsca na podium chronologicznie
| Lp. | Dzień       | Rok  | Miejscowość | Konkurencja                | Lokata | Pudła   | Czas biegu | Strata | Zwycięzca       |
| --- | ----------- | ---- | ----------- | -------------------------- | ------ | ------- | ---------- | ------ | --------------- |
| 1.  | 13 grudnia  | 1990 | Les Saisies | Bieg indywidualny na 15 km | 3.     | 1+2+1+0 | 1:03:46,9  | +15,6  | Jelena Gołowina |
| 2.  | 26 stycznia | 1991 | Anterselva  | Sprint na 7,5 km           | 3.     | 1+1     | 24:04,9    | +31,4  | Anne Elvebakk   |